# お坊サンバ!!
『お坊サンバ!!』（おぼうサンバ!!）は、飯島浩介による日本のギャグ漫画作品。『週刊少年サンデー』（小学館）2007年29号から2009年47号まで連載。

## ストーリー
この地球に恐竜が誕生する、そのさらに前…世界をお坊さんが治める時代があった。世界一のお坊さん、大坊主に弟子入りした不適な小坊主・チワ丸の日々の騒動を描いた物語。

## 登場人物

### レギュラー
大数珠探しを共に行う。
チワ丸（チワまる）
主人公。一人前の坊主になるため、親元を離れて大坊主に弟子入り。性格は極悪非道でいいかげん。敵との戦闘でも不意打ちをしたりと卑怯な戦い方をすることが多い。当初はアフロヘアーだった。更に、パンツの中に何でも入れてしまう（チワ丸ポケット）。密かに大数珠を狙っている。
見かけによらず多才で、ブログやケータイ小説、占いなども行っており、そのいずれもが人気を博している。ただし、最近ブログは炎上したらしい。望遠鏡を使わないと見えないような景色も見えるほどの視力の持ち主でもあり、ものすごく先読みして生きている。異常なほど勘がいい。
必殺技はメリケンサックで相手の顔面を殴りつける「チワパンチ」。相手が自己紹介がてら喋っている最中でも、関係なく殴りつける。大数珠を狙う者や大数珠の保持者にも知れ渡るほどの有名な技となっている。しかし、チワパンチの使い過ぎでメリケンサックにヒビが入ったため、メリケン全体に鋭利なトゲがついているデザインのものに変え、「チワクロー」という少年誌ではギリギリアウトな必殺技を使うようになり、2つの必殺技を使い分けるようになった。
口癖は「あわわ」と「〜ですー」。
大坊主（だいぼうず）
本名は内田学（うちだまなぶ）。世界一のお坊さん。みんなの憧れ。様々な超能力を備えた「大数珠」の所持者だったが、諸事情により紛失。連載版ではインド人らしく色黒の肌（そのため、みどりに「ウィンナー」「かりんとう」等と悪口を言われ、金の玉袋星編では彼女のことが嫌いになったと言っていた）。
最近では仮設トイレが気に入ったらしく、それを身にまとって登場することが多い（脱ぐことも出来るようだが、一体どうやって脱いでいるのかは不明）。その身分の割にはおっちょこちょいで、チームの足を引っ張ることが多いが、弟子想いで博識な一面も持つ。ただ、昨今ではチワ丸と同等かそれ以上にボケキャラとして活躍することが多い。それに比例するように味方に向かって「殺すぞ」など大坊主にあるまじき問題発言も目立つ。
物語中盤からは大数珠探しの旅に飽きてきており、大数珠の設定そのものを無くそうとしていた。
また、大坊主もブログを開始するが、HIT数が恐ろしく少ない。ブログ内ではアイドルのような書き方をする。最近テレビ付き携帯を購入した。バナナの皮ですべる場面が多く、あまりに古い芸風から「昭和おじさん」と呼ばれる。最終回では、風呂場でバナナの皮ですべり頭部をぶつけ即死した事が明らかになった。
ハンサム
大坊主の一番弟子だが、なぜか坊主頭ではない（本誌では「ハンサムだから」という理由がある）。主にツッコミ担当。念力で悪人を懲らしめる。自分のことを、ハンサムと思い込んでいる（つまりナルシスト）。髪の毛があるから、かっこよく見える。必殺技は「ハンサムビューティーキック」。自分でビューティーと言い切っている所がポイントである。みどり曰く「よく見たらそんなにカッコ良くない」。
幼い頃は身寄りがなく大坊主に育てられた過去から、大坊主を尊敬している。最終回では志村けん風に前髪がハゲており、本人はツッコミなどによるストレスが原因と説明している。
みどり
テレビレポーターを務める女性。大数珠の秘密を独占スクープするために寺をうろついており、どこからともなく出現する。美人である（自称）。大数珠探しの旅が始まってからは普通にレギュラーとして登場するようになった。最近ではほとんど本業で活動することはないが、それでも売れっ子ではあるらしい。ハンサム不在時はツッコミを担当する。考え方がかなり過激である。プロトタイプ版では寺に住むOL（お寺レディー）だった。
当初はレポーターと言う設定だったが、担当がアナウンサーと誤記した為に坊主チャンネルの局アナに変更された。最終回ではストーカーの紫と結婚して母親になっている。
イヌ
その名の通り犬。犬なのによくしゃべる。口ぐせは「〜ワン」。不慮の事故で死ぬことが多いが、すぐに復活する。大数珠の匂いを嗅ぎ分けることができ（よく失敗する）、その能力のお陰でレギュラーキャラに昇格したが、他のレギュラーキャラにレギュラーの座をよく引きずりおろされそうになる。最近ではチーターに「動物枠」のライバルとして一方的に敵視されている。なお「織田信夫」など作者の過去の読みきり漫画にも登場している。
自らの鬱憤を衝撃波にする技「犬牙龍風剣」という技をもっている。この時だけ渋く調子に乗る。最終回では死亡しており、幽霊の状態で登場する。

### 準レギュラー
偶に登場するキャラクター。レギュラー枠を取ろうと必死。
エリート
エリートで有名な盆々寺（ぼんぼんでら）の2代目若住職。わがままで、大数珠を奪うために大坊主寺にやって来た。得意技は札束アタック。札束が増えるほど威力が増すらしい。チワ丸をライバル視しているが、彼に協力することもある。実際はチワ丸からは便利なお助けキャラぐらいにしか思われていない。初期設定ではニヒル、プロトタイプ版ではナミヘーという名前で、ズラだった。
速の数珠等数珠を80珠集めたが、チワ丸に校舎裏に呼び出され横取りされる。
シツジ
執事で有名なエリートの執事。バリアフリー拳を使う。プロトタイプ版の設定では副住職の鈴木という名前だった。
紫 俊夫（むらさ きとしお）
自称・侍の男。よく柴（しば）俊雄に間違えられる。しかし、頻繁に前言撤回をしたり、試合で八百長に加担したりと、その言動は侍とは程遠い。みどりに惚れており、ストーカーをしている。彼のストーカー・スキルは相当なもので、先回りして待機していることもある。後にみどりと結婚するが、無収入なため式の予定はない。
ユリ
幼めの少女。チワ丸がホストをしていた頃の客の一人。チワ丸に惚れ込んでおり、彼がテキトーに「結婚してやる」と言った事を真に受けて、その約束を守らないチワ丸をつけねらっており、49話ではついにチワ丸のストーカーになってしまった。同じストーカー仲間の紫と共に登場することが多い。最終回では別のホストと結婚したとチワ丸が語っている。
チーター
その名の通りチーター。イヌ同様に人間語をしゃべる。圧倒的なスピードを持つが、スタミナが全くないため、すぐに息切れする。その上、ジャンプ力も無い。最近ではこの漫画の「動物枠」を狙っており、そのためイヌを敵視している。
コチーター
チーターの子供。チーター同様にスタミナが無い。非常に礼儀正しい。
たけ子（たけこ）
港区在住。坊主チャンネルのCEO。ヘリコプターやロケットを運転できる。大坊主のファンのようである。81話で作者が準レギュラーにすることが明らかになった。数珠探しの旅が終わり10年後に大坊主と結婚する。
金 玉子（きん たまこ）
金の玉袋星という星で出会った、丸いものに異常に反応する少女。可愛い外見とは裏腹に、下品な発言を連発する。チワ丸プロデュースでアイドルとしてジャッパンで活動していたが、短期留学のため後に引退し星に帰る。

### 坊主四天王
乙姫
龍宮寺の住職。豆の数珠を持っていたが、チワ丸一行に渡す。友達の結婚式の披露宴でものまねを披露する事になり、チワ丸から化の数珠を借りようとすると、チワ丸から貸して貰えず、タコのような足を出し、チワ丸から力ずくで奪おうとするが、エリートに速の数珠で邪魔され失敗。その結果、2時間をコマネチで乗り切ろうとした。

## 用語
ジャッパン
チワ丸達の住む国。他にアメリーカなどがある。
寺・村
様々な村、寺があり、大半は名乗ったもの勝ちである。

## 大数珠
大坊主が念力を注入（半分は業者に委託）して108の珠にそれぞれ能力を持たせた数珠。プロトタイプ版では大坊主が襲撃されて世界中に数珠が散ってしまったが、連載版では大坊主が所持している。しかし、大坊主が誤ってトイレから大数珠を流してしまったため、結局プロトタイプ版同様世界中に散る事になる。ちなみに醤油につけると食べる事ができる。

### 連載版
透（とう）の数珠
相手の心を透かすことが出来る数珠。
蘇（そ）の数珠
命を蘇らせる事が出来る数珠。あまり使いすぎると漫画のバランスが崩れる。
固（こ）の数珠
様々なものを固める数珠。
化（け）の数珠
想像したものに化ける事が出来る数珠。チワ丸が飲み込んでしまい、現在彼の体の中にある。
爆（ばく）の数珠
様々なものを爆発させる事ができる数珠。プロトタイプ版では爆発物を生み出す数珠だった。
弾（だん）の数珠
あらゆるものを銃弾にしてしまう数珠。一時期、イヌが使用。
狙（そ）の数珠
あらゆるものを狙った所へ放つ事が出来る数珠。一時期、みどりが使用。
速（そく）の数珠
人間離れしたスピードで動く事が出来る。盆々寺の総力を決して作った坊主レーダーを駆使してエリートが敵を倒して手に入れる。この力を使い、坊主四天王の1人乙姫からチワ丸一行を助ける。
プロトタイプ版では、エリートの原型であるナミヘーが所有していたが、チワ丸一行に取られる。
豆（ず）の数珠
これをもっていると、豆製品が食べたくなる数珠。坊主四天王乙姫からチワ丸一行が譲り受ける。一時期、ハンサムが使用。
着（ちゃく）の数珠
あらゆる物と物をくっつける事が出来る数珠。
煙（えん）の数珠
あらゆる所から煙を出す事が出来る。
小（しょう）の数珠
あらゆる物を際限なく小さくする事が出来る。
育（いく）の数珠
あらゆる物を自在に育てることが出来る数珠。
大（だい）の数珠
あらゆるものを大きくする数珠。
鮮（せん）の数珠
生ものの鮮度を維持することが出来る数珠。
死（し）の数珠
触れたら死ぬ数珠。
足（あし）の数珠
使用すると足が生える数珠。
女（じょ）の数珠
身も体も正真正銘の女性になることができる数珠。
時（じ）の数珠
過去や未来に行く事が出来る数珠。
雑（ざつ）の数珠
あらゆるものを雑な感じにする事が出来る数珠。

### プロトタイプ版
火（か）の数珠
火をおこすことが出来る数珠。
運（うん）の数珠
何かを巻き起こす数珠。何が起きるかは作者の思いつきで決まるらしい。チワ丸が愛用していた。

## 備考
- 2005年の読切、2006年の短期集中連載を経て週刊連載に昇格した（同じような連載経緯の作品では『マリンハンター』がある）。
- 最終巻では連載時の裏話を交えた「お坊サンバ!!HISTORY」が掲載された。

## 単行本
1. ISBN 9784091212504 2007年12月15日発売　併録：「拉麺の達人」
2. ISBN 9784091213495 2008年4月18日発売
3. ISBN 9784091214386 2008年7月18日発売
4. ISBN 9784091215307 2008年12月18日発売
5. ISBN 9784091215994 2009年3月18日発売
6. ISBN 9784091217226 2009年8月18日発売
7. ISBN 9784091218872 2009年11月18日発売
8. ISBN 9784091220684 2009年12月18日発売　併録：「うるうる坊主」